# Donky
Donky ist der Titel einer erstmals in der ARD ausgestrahlten Fernsehserie in 15 Episoden und von mehreren Comicheften.

## Inhalt
Donky ist ein nashornähnliches Wesen vom Planeten Alpha 6*4. Es kam durch ein Problem mit seinem Raumschiff auf den Planeten Erde. Donky landet dort in Traumburg – einem kleinen Ort, in dem Tina und Kenny, zwei Kinder leben. Donky freundet sich sofort an und erlebt zahlreiche Abenteuer. Mithilfe seines Horns kann Donky die Zeit zurückdrehen. Dadurch kann er (wie z. B. in der Episode Der Tankerunfall) Katastrophen und Ereignisse rückgängig machen.

## Veröffentlichung
Die Fernsehserie wurde im Jahr 1995 durch die ARD in Deutschland ausgestrahlt. Es folgten mehrere Wiederholungen, später beim Sender Ki.Ka. Alle Folgen erschienen auch auf VHS.

## Merchandising
Es wurden mehrere Hörspiele vom Label voices music herausgebracht. Begleitend zur Serie erschienen zweiwöchentlich ein Comicheft und zahlreiche Artikel wie Uhren, Lebensmittel, Spielzeuge etc. Donky ging als zwei Meter große Puppe auf Deutschlandtour und besuchte Kinder in der ganzen Republik.

## Fortsetzung und Börsengang
Im Jahr 1996 endete die Co-Produktion von Moser + Rosié Film GmbH und Golden Point. Moser + Rosié Film entschloss sich, bedingt durch rechtliche Differenzen mit Golden Point, die Produktion der Serie nicht mehr fortzuführen.
Im Jahr 1998 wechselte die Produktionsfirma der Serie und es wurde die Donky Merchandising & Publishing AG gegründet, die im Jahr 2003 an die Börse ging. In den Jahren 1998/1999 wurden zwei 4-minütige Pilotfilme und im Jahr 2003 ein 50-minütiger Pilotfilm hergestellt, der den Titel Donky und das magische Amulett von Burg Satzvey trägt. Wegen rechtlicher Differenzen und der Insolvenz mehrerer Firmen, die mit der Herstellung und der Rechteverwaltung beauftragt waren, wurde der Film nach kurzer Zeit wieder vom Markt genommen. Parallel zur Herstellung des Pilotfilms liefen die Planungen für eine 26-teilige Zeichentrickserie und diverser Merchandisingartikel. Auch diese wurden nach der Insolvenz der Abakus AG, die an der Donky AG zu 90 % beteiligt war, verworfen.